# Szabó Alajos (orvos)
Negyedi Szabó Alajos (Negyed (Nyitra megye), 1818. október 14. – Budapest, 1904. március 13.) orvosdoktor, királyi tanácsos, a királyi magyar állatgyógyintézet igazgató-tanára.

## Élete
Szabó István és Röder Teréz fia. A gimnáziumot Nagyszombatban, a bölcseletet Pozsonyban végezte; az orvosi tudományokat a pesti egyetemen hallgatta, ugyanitt nyerte orvos-sebészdoktori, szülész- és szemészmesteri és állatgyógyászi oklevelét. 
A külföldi állatorvosi intézeteket bejárta és saját költségén tanulmányozta. Sangaletti orvoskari vegytanár mellett magát a vegytanban is kiképezte úgy, hogy 1842-ben a magyar helytartótanácstól szabadalmat nyert rohicsi, szelterszi és szódavíz gyártására és ezen üzletét 1848-ig szép sikerrel folytatta. 1846. szeptember 29-én az állatgyógyintézethez előadó segédül neveztetett ki. 
1848-ban a jászkun-honvédzászlóaljhoz kapitányi ranggal főorvosnak nevezték ki. Itt érte az egyetemhez rendes tanárnak való kinevezése. Mint főorvost az akkori honvédelmi kormány Pestre vezényelte és itt dr. Zlamállal tábori kovácsokat képeztek. Ezért 1850-ben a pesti Újépületben hadbírósági vizsgálat elé is állították. 
Az 1850-es években a keleti marhavész leküzdése ügyében mint az orvosi kar küldöttje a kilenc vármegyéből álló soproni kerületnek ember- és állatorvosi előadója működött. 1851. október 30-án a pesti állatorvosi intézet rendes tanárává nevezték ki 1200 forint fizetéssel és 120 forint lakbérrel. 1852-től-1876-ig az intézet igazgató-tanára volt. 
A Magyar Orvosok és Természetvizsgálók Vándorgyűlései állandó központi választmányának tagja volt; ennek Munkálataiba cikkeket írt. Igazgatói teendőitől 1876-ban felmentetvén, Rákospalotán elemi, polgári és gimnáziumi osztályokból álló nevelő- és tanintézetet alapított nyilvánossági joggal és azt 15 év után vejének Wágner Manónak adta át. A józsefvárosi és később a belvárosi kerületben 25 évig bizottsági tag volt. 
Több kitüntetést is nyert, így a Ferenc József-rend lovagkeresztjét; 40 évi tanári működése után nyugalmaztatásakor a királyi tanácsosi czímet nyerte. Több tudományos társulat és egylet, így a harkovi állatorvosi akadémia is tagjául választotta; Pest megye pedig tiszteletbeli főállatorvosnak és megyei bizottsági tagnak.
Több cikket írt, különösen az általa szerkesztett lapokba, így a Magyar Néplapba (1857. 102. sz. Kubinyi Lajos), a Századunkba (1868. 207. sz. Parád) stb.; az Egyetemes Magyar Encyclopaediának is munkatársa volt.

## Munkái
- Mentő szerek rögtöni életveszélyekben. Pest, 1842. (Orvostudori értekezés. Latin címmel is.)
- Veszettség vagy ebdüh... Uo. 1850. (Ugyanez 1851. és 52-ben németül, tótul, szerbül és ruménül is megjelent.)
- A hasznos házi állatok életkorisméje. Különféle fogsorrajzokkal ellátva. Uo. 1852.
- A hasznos emlősállatok boncz- és élettana. Rajzokkal. Uo. 1852.
- A zürichi nemzetközi állatorvosi congressus és annak végzeményei hazánk viszonyaihoz alkalmazva. Uo. 1868.
- Szavatosság az állatkereskedésnél... törvényjavaslattal. Uo. 1868.
- A házi állatok boncztana, tekintettel az élettanra. A szöveg közé nyomott 197 rajzzal. Bpest, 1877.
- A keh. Uo. 1878.
- Küllemtan. (Exterierur.) Házi állatok külsejéről, állásáról, haszonvehetőségük megitélésére. 6 tábla rajzzal. Uo. év n.

1856. június 15-én Magyar Néplap címmel hetenként kétszer rajzokkal megjelenő tudományos és politikai lapot indított, melyben dr. Negyedi névvel több állatorvosi és mezei gazdasági cikk jelent meg tőle; ezen hirlapot 1860. február 4-én megszüntette és Pesti Hirnök címmel március 12-én politikai napilappá változtatta és 1862-ben Török Jánosnak engedte át; 1868. január 1-én Klapka Györggyel és Szentkirályi Mórral Századunk címmel politikai lapot indítottak meg Urváry Lajos szerkesztése alatt; ezen lap 1869. november 30-án a Pesti Naplóval egyesült és Szabó 15 évig e lap belső munkatársa maradt dr. Negyedi névvel.